# Geothermalgebiet

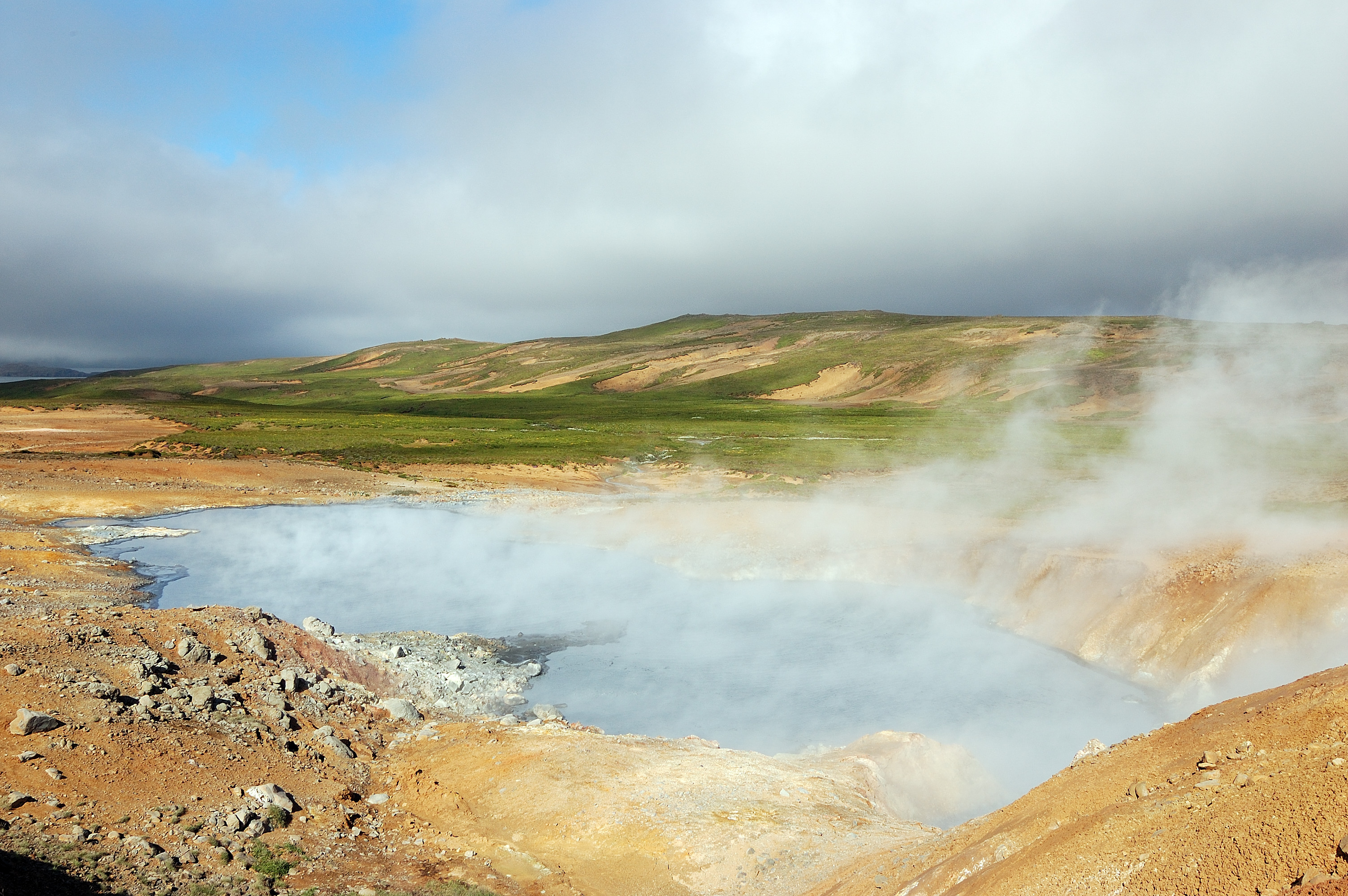
Geothermalgebiet Krýsuvík, Island

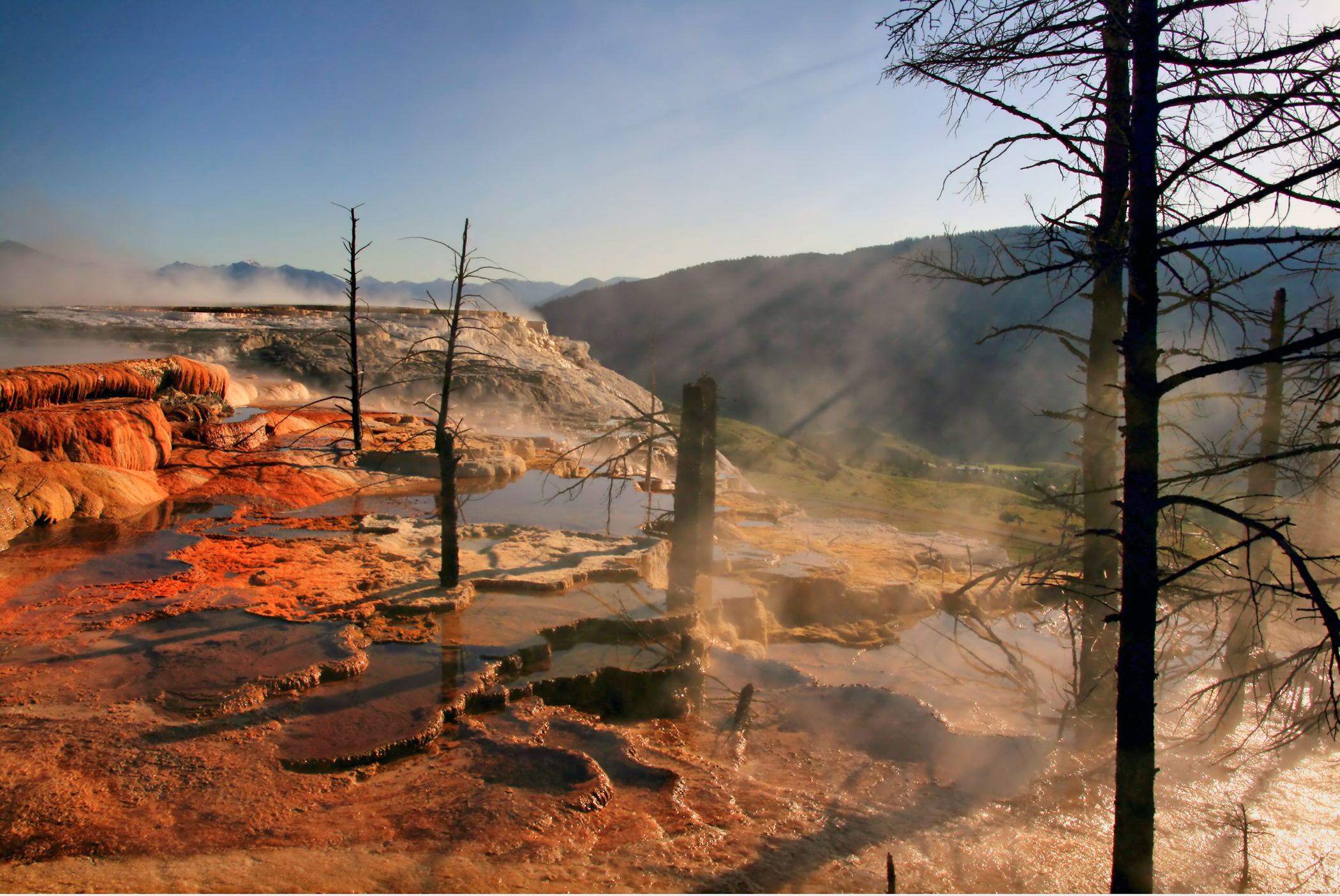
Mammoth Hot Springs, Yellowstone, USA

Ein Geothermalgebiet (auch Thermalgebiet) ist ein Gebiet mit heißen Quellen, Geysiren, Fumarolen oder Solfataren, wo erhöhte Erdwärme in Form von Wasser oder Wasserdampf abgegeben wird.
Eine gängige Unterteilung wird nach der (Wasser-)Temperatur in 1000 Meter Tiefe vorgenommen: Beträgt diese mehr als 150 °C, dann spricht man von einem Hochtemperaturgebiet, liegt sie darunter, handelt es sich um ein Niedrigtemperaturgebiet. Die Wassertemperaturen liegen oft weit über dem oberirdischen Siedepunkt, dieser ist wegen des Gesteinsdrucks verschoben.

## Hochtemperaturgebiet
Ein Hochtemperaturgebiet befindet sich über besonders heißen und damit aktiven Magmaherden eines Vulkans oder Vulkansystems. Bei 1000 m Tiefe liegt die Wassertemperatur zwischen 250 und 300 °C.
Hochtemperaturgebiete gibt es überall auf der Erde, wo es vulkanische Aktivität gibt. Hier einige Beispiele:
- USA: Yellowstone-Nationalpark mit Norris-Geysir-Becken und Mammoth Hot Springs
- Neuseeland: Wai-O-Tapu und Whakarewarewa
- Chile: El Tatio
- Äthiopien: Dallol
- Italien: Larderello

Auf Island gibt es mehr als 20 bedeutende Hochtemperaturgebiete, die alle in der vulkanisch aktiven Zone liegen, welche sich diagonal über die Insel erstreckt. Dazu zählen zum Beispiel Torfajökull, Krafla, mehrere am Hengill und einige weitere auf der Reykjanes-Halbinsel.

## Niedrigtemperaturgebiet
Bei einem Niedrigtemperaturgebiet geht man davon aus, dass der darunter liegende Magmaherd inzwischen etwas erkaltet ist. Die Wassertemperatur bei 1000 m Tiefe liegt bei 150 °C oder weniger.
Beispiele für Niedrigtemperaturgebiete auf Island sind das Reykholtsdalur mit der Deildartunguhver oder einige Gebiete auf der Snæfellsnes-Halbinsel.